# Saint-Maurice-de-Lignon
Saint-Maurice-de-Lignon è un comune francese di 2 428 abitanti situato nel dipartimento dell'Alta Loira della regione dell'Alvernia-Rodano-Alpi.

## Società

### Evoluzione demografica
Abitanti censiti